# Ianîșivka, Bârzula
Ianîșivka (în ucraineană Янишівка) este un sat în comuna Liubașivka din raionul Bârzula, regiunea Odesa, Ucraina.

## Demografie
Componența lingvistică a localității Ianîșivka
     Ucraineană (94,77%)
     Română (3,08%)
     Rusă (1,74%)
     Alte limbi (0,1%)
Conform recensământului din 2001, majoritatea populației localității Ianîșivka era vorbitoare de ucraineană (94,77%), existând în minoritate și vorbitori de română (3,08%) și rusă (1,74%).